# Przygodzice (gemeente)
De gemeente Przygodzice is een landgemeente in het Poolse woiwodschap Groot-Polen, in powiat Ostrowski (Groot-Polen).
De zetel van de gemeente is in Przygodzice.
Op 30 juni 2004 telde de gemeente 11 249 inwoners.

## Oppervlakte gegevens
In 2002 bedroeg de totale oppervlakte van gemeente Przygodzice 163,48 km², waarvan:
- agrarisch gebied: 43%
- bossen: 45%

De gemeente beslaat 14,09% van de totale oppervlakte van de powiat.

## Demografie
Stand op 30 juni 2004:
| Omschrijving                   | Totaal | Totaal | Vrouwen | Vrouwen | Mannen | Mannen |
| ------------------------------ | ------ | ------ | ------- | ------- | ------ | ------ |
| eenheid                        | aantal | %      | aantal  | %       | aantal | %      |
| inwoners                       | 11 249 | 100    | 5654    | 50,3    | 5595   | 49,7   |
| bevolkingsdichtheid (inw./km²) | 68,8   | 68,8   | 34,6    | 34,6    | 34,2   | 34,2   |

In 2002 bedroeg het gemiddelde inkomen per inwoner 1278 zł.

## Aangrenzende gemeenten
- Mikstat, Odolanów, Ostrów Wielkopolski, Ostrów Wielkopolski, Ostrzeszów, Sieroszewice, Sośnie

## Plaatsen
Antonin, Bogufałów, Chynowa, Czarnylas, Dębnica, Hetmanów, Janków Przygodzki, Ludwików, Przygodzice, Przygodziczki, Smardów, Topola Wielka, Wysocko Małe.

Stad- en landgemeenten:
Nowe Skalmierzyce · Odolanów · Raszków

Landgemeenten:
Ostrów Wielkopolski (regeringsplaats) · Przygodzice · Sieroszewice · Sośnie